# Babylons hängande trädgårdar

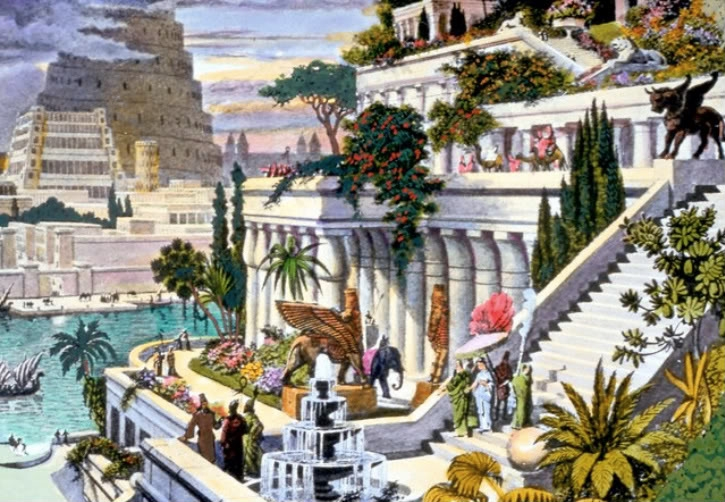
Färglagd bild av de hängande trädgårdarna från ett stick av 1500-talskonstnären Maarten Jacobsz van Heemskerck.

Babylons hängande trädgårdar, även kända som drottning Semiramis trädgårdar, var ett byggnadsverk i Babylon, i nuvarande Irak, som ingick i antika listor över världens sju underverk. Trädgårdarna påstås ha byggts av  kung Nebukadnessar II omkring år 600 f.Kr, men de kan också vara mytiska eller ha ett annat ursprung som förvanskats med tiden.

## Antika källor
Listorna över den antika världens underverk sammanställdes av greker i hellenistisk tid. I den äldsta bevarade listan från 100-talet f.Kr. är både Semiramis hängande trädgårdar och Babylons stadsmurar med Ishtarporten medtagna som under, vilket kan antyda att den ursprungliga listan sammanställts av någon med anknytning till Babylon, kanske en grek från Seleukider-riket. Det finns inga babyloniska källor som över huvud taget nämner de hängande trädgårdarna trots att man vid utgrävningar i Babylon har funnit tusentals texter i kilskrift på lertavlor. Bland dessa finns detaljerade beskrivningar av staden med de viktigaste byggnaderna beskrivna men utan att de hängande trädgårdarna finns med. Inte heller Herodotos som besökte Babylon på 400-talet f.Kr. nämner några hängande trädgårdar medan han beskriver Marduk-templet och palatset.
De källor som finns har istället bevarats genom greker. Berossos var en Marduk-präst som flyttade från Babylon till den grekiska ö-världen på 200-talet f.Kr. Han skrev en babylonisk historia som är förlorad men som citeras utförligt av Josefus. Berossos säger att det var Nebukadnessar II (c:a 630–562 f.Kr.) som byggde trädgårdarna. Nebukadnessar var det nybabyloniska rikets mest kände regent och den som byggde de flesta stora byggnadsverken i Babylon. För de samtida babylonierna själva hade förmodligen ziqquraten, tempeltornet, vid Marduktemplet (troligen Babels torn i bibeln) varit ett mer självklart val som ett under (tornet revs dock av Alexander den store och fanns inte längre när listorna över undren skrevs).
Andra källor är Diodorus Siculus, som under 100-talet f.Kr. beskriver de hängande trädgårdarna utförligt, och historikern Strabon. Deras källa är förmodligen den grekiske läkaren Ktesis som arbetat vid det persiska hovet på 400-talet f.Kr. Diodorus säger uttryckligen att det inte var Semiramis (en assyrisk drottning på 800-talet f.Kr.) som lät anlägga trädgårdarna.

## Senare historia och tidig arkeologi

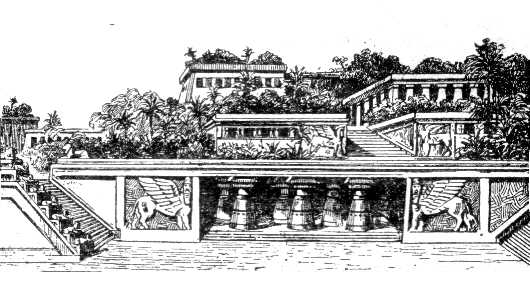
Rekonstruktion från 1900-talet.

Efter den persiska erövringen blev Babylon provinshuvudstad och efter Alexander styrdes området av seleukider och parter. Dessa grundade nya huvudstäder och Babylons betydelse minskade snabbt och staden övergavs så småningom. Efter antiken var staden känd genom Bibeln och antika skrifter. På 1800-talet genomfördes en del utgrävningar men först 1899–1917 utfördes vetenskapliga arkeologiska utgrävningar av tysken Robert Koldewey.
Palatsområdet i Babylon låg i norra delen av staden nära Ishtarporten, mellan Eufrat och den stora processionsgatan. Det norra palatsområdet är inte utgrävt. I det södra palatsets nordöstra hörn ansåg Koldewey att han hittat platsen för de hängande trädgårdarna. Där finns en serie mycket kraftfullt konstruerade valv som inte är förbundna med omgivande murar och som skulle kunna tänkas ha burit upp trädgårdarna. Han ansåg att måtten stämde med de grekiska källorna och att han hittat ett sorts system för konstbevattning. Utifrån sina fynd skapade han, och även senare forskare, rekonstruktioner av hur de tänkte sig att trädgårdarna kan ha sett ut. Senare forskare har föreslagit att trädgårdarna snarare låg i västra delarna av palatsområdet, vid Eufrat. Där skulle det ha varit lättare att ordna bevattningen och trädgårdarna skulle dessutom ha legat bredvid palatsets haremsområde. Det går dock inte att säga att man säkert funnit platsen för de hängande trädgårdarna eller exakt vad de skulle ha varit. Trädgårdarna har förmodligen varit en del av palatset och inte tillgängliga för allmänheten, utan främst till för kungafamiljen. De Babylons hängande trädgårdar som grekerna föreställde sig och inkluderade i sina listor över antika under kan betraktas som halvmytiska.

## Moderna teorier

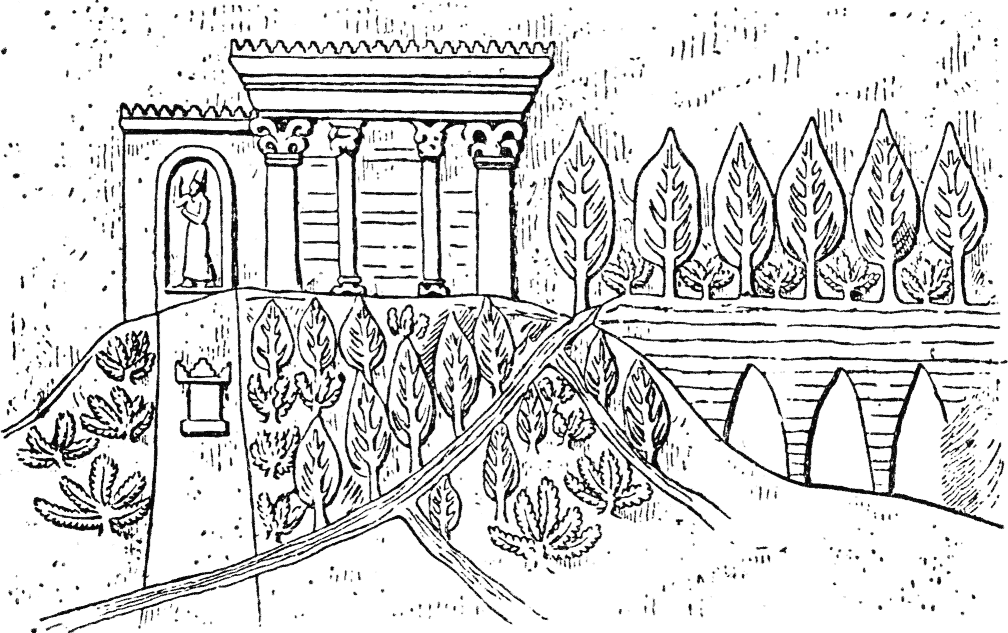
Teckning av en relief från Ashurbanipals (kung 668-627 f.Kr., sonson till Sanherib) nordpalats i Nineve. Den visar en lyxig trädgård som bevattnas via en akvedukt.

Vissa moderna forskare hävdar dock att underverket inte alls ska ha funnits i Babylon utan att det är den assyriske kungen Sanheribs väl dokumenterade trädgård i Nineve som ursprungligen avsetts. Det finns flera anledningar till att Babylons hängande trädgårdar snarare skulle kunna vara Nineves hängande trädgårdar. Av alla källor som bevarats är det bara Josefus som nämner Nebukadnessar II som den som låtit bygga trädgården. Eftersom Josefus dessutom citerar från Berossos historia anses detaljerna i historien kunna vara felaktiga. En förklaring till att trädgårdarna associerats med Babylon istället för Nineve skulle kunna vara att ordet Babylon har betydelsen Guds port. Det var ett namn som gavs till flera stora städer i Mesopotamien för att visa på storlek och makt. Nineve var den största staden i världen under Sanheribs tid och kan därför ha refererats till som ett Babylon. Grekernas beskrivning av trädgården passar dessutom mycket väl in på den utförliga beskrivning Sanherib själv lämnade över sin egen trädgård.